# 5 Batalion Rozpoznawczy im. Jana Nepomucena Umińskiego
5 Batalion Rozpoznawczy im. Jana Nepomucena Umińskiego (5 br) – pododdział rozpoznawczy Sił Zbrojnych RP. 
30 czerwca 1995 roku 7 Batalion Rozpoznawczy został przemianowany na 5 Batalion Rozpoznawczy. Jednostka wchodziła w skład 10 Dywizji Zmechanizowanej i stacjonowała w garnizonie Opole.

## Struktura organizacyjna

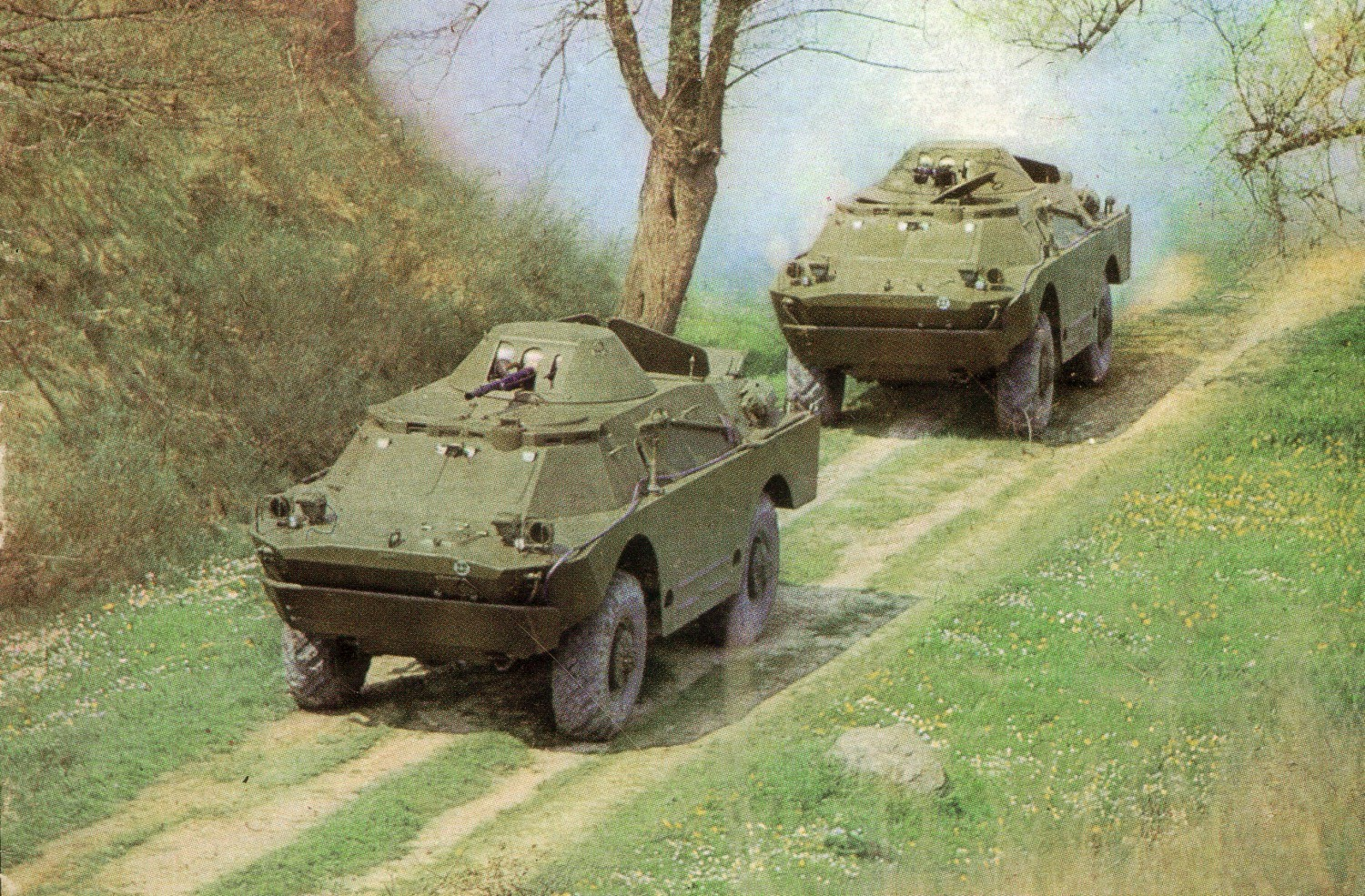
BRDM-2 – wóz rozpoznawczy br

dowództwo i sztab
- 1 kompania rozpoznawcza
- 2 kompania rozpoznawcza
- 3 kompania rozpoznawcza
- pluton rozpoznania skażeń
- pluton łączności
- pluton zaopatrzenia
- pluton remontowy
- pluton medyczny

## Tradycje batalionu
Batalion przejął dziedzictwo i kontynuację tradycji: 
- 5 Pułku Straży Przedniej (1773 - 1794)
- 5 pułku strzelców konnych (1806 – 1814)
- 5 pułku strzelców konnych (1815 – 1831)
- 5 pułku strzelców konnych (1918 – 1945)
- 7 Batalionu Rozpoznawczego (1944-1994)

Doroczne święto batalion obchodził 6 października.

## Sztandar i odznaka batalionu
Sztandar wykonany jest zgodnie z wzorem zawartym w ustawie o znakach Sił Zbrojnych z 19.02.1993
Pomiędzy ramionami krzyża kawalerskiego, w  polach wieńców wawrzynu cyfra "5" - numer batalionu. 
Symbole umieszczone w wieńcach wawrzynu na odwrotnej stronie płata sztandaru podkreślają związek ze społeczeństwem miast będących garnizonami jednostek, których tradycje batalion kultywował: 
w prawym górnym wieńcu wawrzynu odwzorowanie herbu Opola
w prawym dolnym wieńcu wawrzynu odwzorowanie herbu Dębicy
w lewym dolnym wieńcu wawrzynu odwzorowanie herbu Niemodlina
w lewym górnym wieńcu wawrzynu odwzorowanie herbu Brzegu
Na puszce głowicy od strony czołowej umieszczono napis: "5" -  numer batalionu.
Odznaka batalionu posiada kształt krzyża maltańskiego z kulkami na końcach ramion i srebrzystymi krawędziami. Na ramionach, pokrytych białym lakierem, umieszczono lata: 1789, 1806, 1920, 1944. Między ramionami krzyża znajdują się proporczyki biało-zielone z czerwonym paskiem pośrodku. W centrum odznaki okrągła tarcza z numerem  5.